# Eksplozja w Bejrucie (2020)
Eksplozja w Bejrucie – wybuch, do którego doszło 4 sierpnia 2020 w porcie w Bejrucie. Eksplodowała składowana w magazynie portowym saletra amonowa skonfiskowana z zatrzymanego w porcie statku w 2014 roku. W wyniku eksplozji zniszczony został port i wiele budynków w mieście. Zginęło 218 osób, a ponad 7,5 tys. odniosło obrażenia. Co najmniej 250–300 tys. ludzi w wyniku eksplozji straciło swoje domy. Niecały tydzień po wybuchu do dymisji podał się premier Libanu Hassan Dijab wraz ze swym rządem, oświadczając przy tym, że powodem zaniedbań prowadzących do katastrofy była potężna korupcja.

## Tło zdarzenia
Liban w roku 2020 pogrążony był w kryzysie ekonomicznym i wstrząsany niepokojami społecznymi. W kraju lawinowo rosło bezrobocie (sięgało 25%), waluta (funt libański) gwałtownie traciła na wartości (inflacja w czerwcu 2020 sięgnęła blisko 90%), a udział osób ubogich przekroczył 50%. Produkt krajowy brutto spadł w 2018 o 1,8%, w 2019 o 5,6%, a prognoza na rok 2020 zakładała spadek o 10,9%. Częste i długotrwałe były przerwy w dostawach energii elektrycznej, nie działał system gospodarki odpadami. Niepokoje społeczne wzmagały się w oczekiwaniu na 7 sierpnia, kiedy planowano ogłoszenie wyroku wobec osób oskarżanych o organizację zamachu na byłego premiera Rafika al-Haririego (miał miejsce w 2005 roku niedaleko katastrofalnej eksplozji z sierpnia 2020). Podczas protestów społecznych władze kraju oskarżane były o niekompetencję i powszechną korupcję.
W porcie bejruckim składowano znaczną część krajowych zapasów żywności, przez port przechodziło ok. 3/4 importu, od którego Liban jest zależny i tu przechowywano państwowe zapasy zboża.
Poza problemami ekonomicznymi i społecznymi kraj zmagał się z pandemią COVID-19 – od początku lipca w Libanie rosła liczba osób zakażonych COVID-19 przekraczając w dniu eksplozji 200 przypadków dziennie. W związku ze wzrostem zachorowań 3 sierpnia rząd libański wprowadził lockdown i godzinę policyjną. Cztery godziny przed eksplozją największy szpital publiczny w Libanie ogłosił, że z powodu dopływu dużej liczby chorych wyczerpał już swoją pojemność.

## Przebieg zdarzenia
O godzinie 17:55 służby bezpieczeństwa powiadomiły jednostkę straży pożarnej o wybuchu pożaru w jednym z magazynów portowych, informując o płonących sztucznych ogniach. Do akcji skierowano 9 strażaków i jedną ratowniczkę. Po dotarciu na miejsce, widząc, że pożar jest znacznie potężniejszy, niż się spodziewali, zdążyli wezwać wsparcie. O godzinie 18:08:18 czasu wschodnioeuropejskiego letniego (EEST) doszło do potężnej eksplozji. Uszkodzone przez falę uderzeniową zostały budynki oddalone nawet o 10 kilometrów, a wybuch był słyszalny w odległości 240 km – na Cyprze. Według danych zebranych przez specjalistów z United States Geological Survey (USGS) wywołana została fala sejsmiczna o magnitudzie 3,3. W miejscu eksplozji powstał krater o średnicy ponad 120 metrów. Dogaszanie pożarów na terenie portu trwało przez noc z 4 na 5 sierpnia, strażaków wspierały helikoptery armii libańskiej.

### Przyczyny wybuchu
O godzinie 23:00 czasu polskiego 4 sierpnia 2020 Główny Komendant Obrony (General Security Chief) Abbas Ibrahim przekazał informację, że w portowym magazynie było składowane 2750 ton azotanu amonowego, który miał być wkrótce wysłany do Afryki.
Azotan amonu skonfiskowany został z zarejestrowanego w Mołdawii statku MV "Rhosus", który 23 września 2013 wypłynął z Batumi w Gruzji do Beiry w Mozambiku. Kapitanem statku był Borys Prokoszew, właścicielem zaś firma Teto Shipping prowadzona przez pochodzącego z Chabarowska, a rezydującego na Cyprze Igora Grieczuszkina. Załoga była mieszana, ukraińsko-rosyjska. W czasie rejsu statek zatankował w Grecji paliwo i załadował dodatkowy towar do przewiezienia do Bejrutu. Według innych źródeł statek zmuszony był do zawinięcia do portu w Bejrucie z powodu problemów technicznych. W porcie tym z powodu stanu technicznego, niepokrycia opłat portowych i roszczeń zgłaszanych przez nieopłacaną załogę – został zatrzymany przez służby portowe. Statek, określany w tym czasie jako „pływająca bomba”, został w końcu opuszczony przez załogę, a niebezpieczny ładunek przeniesiony został z niego do magazynu portowego nr 12 przed listopadem 2014.
W latach 2014–2017 służby celne bezskutecznie zgłaszały co najmniej sześciokrotnie konieczność usunięcia ładunku z magazynu portowego, wprost informując o poważnym niebezpieczeństwie, jakie rodzi przechowywanie saletry amonowej w nieodpowiednich warunkach. Postulowane było wyeksportowanie ładunku, przekazanie go Libańskim Siłom Zbrojnym lub przedsiębiorstwu wykorzystującemu materiały wybuchowe.
Bezpośrednią przyczyną zaprószenia ognia i eksplozji, według Telewizji Al-Dżadid, mogło być spawanie drzwi magazynu, które miało na celu zapobiegnięcie kradzieżom. Prace te, wykonane na polecenie służb bezpieczeństwa, zakończone zostały do południa 4 sierpnia. Pożar i pierwsza eksplozja nastąpiły kilka godzin później. Śledztwo prowadzone w sprawie, zgodnie ze zdaniem Prezydenta Libanu, miało nie wykluczać także możliwości świadomego spowodowania wybuchu, w tym za pomocą ataku rakietowego lub bombowego.

### Skutki wybuchu
Moc wybuchu 2750 ton saletry amonowej jest porównywalna do eksplozji 1155 ton trotylu. Wybuch był jedną z  najsilniejszych eksplozji nienuklearnych spowodowanych przez człowieka i miał ponad 7% mocy wybuchu  bomby jądrowej Little Boy zrzuconej 6 sierpnia 1945 na Hiroszimę.
Eksplozja spowodowała zniszczenie portu w Bejrucie oraz wielu budynków w mieście. Poważnie uszkodzone zostały m.in. szpitale w centrum miasta, w tym trzy zostały zniszczone (zginęło w nich czworo pracowników służby zdrowia i 15 pacjentów podłączonych do respiratorów, które przestały działać), a ich pacjenci musieli zostać z nich ewakuowani. Dwa inne szpitale zostały uszkodzone. Pilne operacje rannych wykonywane były na parkingach przed szpitalami, z powodu braków elektryczności w świetle latarek smartfonów. Zniszczone zostało największe w mieście centrum dializ. W portowych magazynach znajdowały się zapasy leków i szczepionek, które przepadły wraz z innymi towarami tam składowanymi (w tym m.in. 11 kontenerów ze środkami ochrony osobistej dla służby zdrowia zmagającej się z epidemią COVID-19). W różnym stopniu uszkodzonych lub zniszczonych zostało także m.in. 90% hoteli w mieście.
W porcie bejruckim statek pasażerski (wycieczkowiec) "Orient Queen" został w wyniku eksplozji przewrócony na burtę i częściowo zatonął (dwie osoby na pokładzie zginęły). Zniszczona została także bengalska korweta BNS "Bijoy", należąca do Sił Zbrojnych ONZ w Libanie, a 21 członków jej załogi zostało rannych. Zniszczony został największy w Libanie silos zbożowy, bezpośrednio sąsiadujący z miejscem eksplozji od zachodu. Ze względu na masywną konstrukcję i pochłonięcie energii wybuchu przez sypki ładunek – budowla ta ograniczyła skutki eksplozji w kierunku zachodnim. Po zniszczeniu portu w Bejrucie – ruch statków skierowany został do dotąd drugiego pod względem wielkości portu libańskiego w Trypolisie.
Dzień po katastrofie straty materialne w mieście oszacowane zostały przez gubernatora Bejrutu Marwana Abbouda na 10–15 mld dolarów. Agencje ONZ – Światowa Organizacja Zdrowia (WHO) i Światowy Program Żywnościowy (WFP) – ostrzegły 7 sierpnia, że Liban już wcześniej pogrążony w kryzysie ekonomicznym i społecznym, zagrożony jest kryzysem humanitarnym. Spodziewano się, że zniszczenie portu wraz z magazynami spowoduje problemy z dostępem do żywności i jeszcze bardziej wywinduje jej ceny. Utrata 500 łóżek szpitalnych, środków medycznych i ochrony osobistej groziła zapaścią służby zdrowia. Poważnie uszkodzone zostało Muzeum Sursock, a wiele eksponatów zostało całkowicie zniszczonych. Pałac Sursock, wpisany na listę światowego dziedzictwa UNESCO, został poważnie uszkodzony. Niektóre szklane artefakty w Muzeum Archeologicznym w Bejrucie zostały zniszczone.
8 sierpnia 2020 protestujący obarczający rząd winą za stan kraju i dopuszczenie do zaniedbań, których efektem była eksplozja w porcie, zaatakowali siedzibę parlamentu oraz budynki rządowe, w tym zajęli siedzibę Ministerstwa Spraw Zagranicznych. W wyniku starć protestujących z siłami rządowymi zginął jeden ich funkcjonariusz, rannych zostało około 200 osób. Premier Libanu, Hassan Dijab, zapowiedział przyśpieszenie wyborów parlamentarnych. 9 sierpnia do dymisji podała się Minister Informacji Manal Abdel Samad (tłumacząc się niespełnieniem oczekiwań w kontekście katastrofy jaka spotkała Liban) oraz Minister Środowiska Kattar Demianos. 10 sierpnia 2020 do dymisji podał się premier Hassan Dijab wraz z resztą rządu przyznając, że przyczyną wybuchu były zaniedbania spowodowane potężnym systemem korupcji, endemicznym dla Libanu i potężniejszym od państwa.

## Reakcje międzynarodowe i rządowe
Izraelski minister spraw zagranicznych Gabi Ashkenazi powiedział izraelskiej telewizji N12, że wybuch został najprawdopodobniej spowodowany przez wcześniejszy pożar. Gotowość do pomocy przekazał za pomocą Twittera irański minister spraw zagranicznych Mohammad Dżawad Zarif. W podobnym tonie wypowiedział się brytyjski premier Boris Johnson. Izrael za pomocą kanałów dyplomatycznych innych krajów zgłosił gotowość do udzielenia pomocy humanitarnej (jako że oba kraje nie utrzymują ze sobą stosunków dyplomatycznych). Minister spraw zagranicznych Arabii Saudyjskiej przekazał, że z wielkim niepokojem wysłuchuje informacji napływających po wybuchu i również zaoferował pomoc. Prezydent Francji Emmanuel Macron poinformował, że jego kraj już rozpoczął przygotowanie transportu pomocy humanitarnej. Z kolei Katar ogłosił, że udostępni i prześle swoje szpitale polowe w celu opieki nad rannymi. Pomoc zaoferował również prezydent Turcji Recep Tayyip Erdoğan.
Rząd Libanu zarządził trzydniową żałobę narodową w związku z eksplozją i nakazał siłom zbrojnym osadzenie w areszcie domowym urzędników odpowiedzialnych za składowanie materiałów wybuchowych w porcie. Najwyższa Rada Obrony Libanu zaleciła rządowi ogłoszenie w mieście stanu wyjątkowego. Prezydent Libanu, Michel Aoun, odrzucił możliwość przeprowadzenia międzynarodowego dochodzenia w sprawie wybuchu.
W sierpniu 2020 do Libanu udały się polska grupa poszukiwawczo-ratownicza oraz grupa medyczna w ramach PCPM (Polskie Centrum Pomocy Międzynarodowej), które przeprowadziły akcje na miejscu zdarzenia.